# Romanche
Pour les articles homonymes, voir Romanche (homonymie).
Le romanche (autonyme : rumantsch) est une langue romane parlée par plus de 60 000 personnes en Suisse, essentiellement dans le canton des Grisons. Elle constitue une des trois langues officielles de ce canton avec l'allemand et l'italien, ainsi que la quatrième langue nationale suisse depuis le 20 février 1938 grâce à son référendum fait ce jour-là. Au niveau fédéral, elle est « langue officielle pour les rapports que la Confédération entretient avec les personnes de langue romanche ».
Le romanche fait partie des langues rhéto-romanes et est apparenté au ladin et au frioulan, langues parlées dans le nord de l'Italie.
Selon le recensement fédéral de la population de 2000, 60 561 résidents de la Suisse parlent cette langue, soit 0,8 % de la population du pays. C'est la langue principale de 35 095 personnes, ce qui représente 0,5 % de l'ensemble des résidents. La majorité de ses locuteurs se trouvent dans les Grisons et le reste, dans la diaspora romanche, un peu partout en Suisse. L'usage de cet idiome étant en lente régression (−12 % entre 1990 et 2000 et parlé par moins de 100 000 personnes), on craint pour son avenir. Entre 1980 et 1990, la part des germanophones a rattrapé celle des romanchophones dans la région des communes traditionnellement rhéto-romanes. Le tourisme et l’industrialisation au XIXe siècle ont freiné l’utilisation du romanche à l’oral. L’influence de la culture et de la bureaucratie germanophones s’est dans le même temps étendue. Quant au romanche écrit, il a commencé à perdre de son importance dès la fin du XVIIIe siècle. Afin de contrer cette tendance, la Confédération suisse accorde un soutien au canton des Grisons pour la sauvegarde et la promotion du romanche.Cette politique semble porter des fruits selon le chercheur Matthias Grünert.
La langue n'est usuelle que dans les Grisons, surtout dans les régions d'Albula, de Surselva, d'Engiadina Bassa/Val Müstair et dans les trois quarts de la région de Maloja (Engadine). Elle est aussi pratiquée dans les communes de Cazis, Ferrera et Andeer dans la région de Viamala et à Domat/Ems, Trin, et Felsberg dans la région d'Imboden. Ces territoires représentent environ 40 % du territoire cantonal.
Le romanche grison (RG), rumantsch grischun en romanche, est la forme unifiée et standardisée de la langue. Il a été créé et introduit par la Ligue romanche (Lia rumantscha) en 1982. Il est reconnu comme une langue officielle dans les Grisons depuis 1992 et son enseignement est encouragé dans presque toutes les écoles primaires depuis 2010. À présent, les manuels scolaires, les documents cantonaux et fédéraux ainsi que la majorité des publications en romanche sont écrits uniquement en romanche grison.
Il existe aussi cinq variétés locales traditionnelles du romanche.

## Histoire

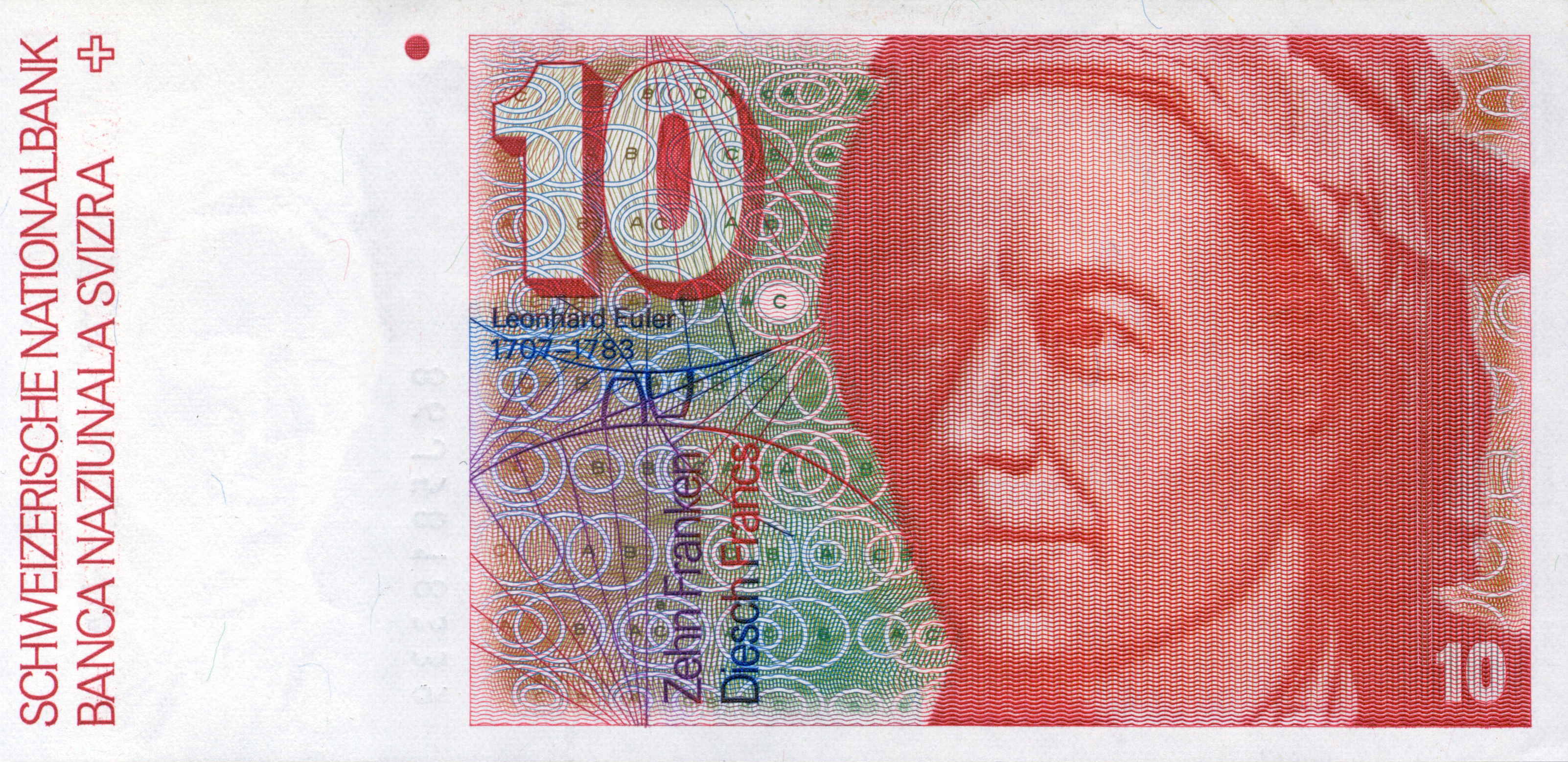
Billet de banque suisse : Sixième série du billet de 10 francs suisses ici en langue romanche (premier billet en romanche).

Le romanche est attesté sous une forme écrite à partir du XVIe siècle : en 1527, Juan Travers, homme d’État et de guerre, écrivait une sorte de chanson de geste (La chanzun da la guerra dal chasté da Müsch). Deux autres fondateurs de la langue écrite sont le réformateur Philippe Saluz et Giachem Bifrun.
Si les protestants recourent souvent pour des fins polémiques à la langue romanche, l’abbaye catholique de Disentis est le foyer au XVIIe siècle d’une littérature nouvelle.
Dans la période moderne, on trouve des poètes nationaux comme Peider Lansel, Gion Fontana ou Maurus Carnot (de), ainsi que des érudits comme Planto ou Andréa Schorta (de), auteurs d’un Dictionnaire toponymique grison. Le principal artisan du romanche moderne est sans doute le linguiste zurichois Heinrich Schmid, qui créa en 1982, à la demande de la Ligue romanche (Lia Rumantscha), organisation de défense et de promotion de la culture romanche, la forme écrite du romanche grison, unifiant les cinq principaux dialectes romanches, et désormais utilisée pour les manuels scolaires et les documents administratifs.

## Classification
C'est une langue romane, du groupe rhéto-roman, donc proche du ladin et du frioulan.

## Répartition géographique

Répartition comme langue majoritaire en 1860 dans les Grisons.
Allemand
Romanche
Italien
Source : Office fédérale de la statistique, recensement 2000.

Répartition comme langue majoritaire en 2000 dans les Grisons.
Allemand
Romanche
Italien
Source : Office fédérale de la statistique, recensement 2000.

Répartition effective en 2000 dans les Grisons.
Allemand
Romanche
Italien
Source : Office fédérale de la statistique, recensement 2000.

- Allemand
- Romanche
- Italien

- Allemand
- Romanche
- Italien

- Allemand
- Romanche
- Italien
- Hachures : zone avec langue minoritaire parlées par au moins 30 % de la population

### Statut officiel
Contrairement aux autres langues nationales, le romanche a un statut de langue semi-officielle. Il constitue une « langue officielle pour les rapports que la Confédération entretient avec les personnes de langue romanche » uniquement. Le romanche n'est que très rarement utilisé lors des débats au Parlement fédéral, mais il l'est davantage dans les conférences de presse. Il figure sur les versions récentes des passeports, cartes d'identité et permis de conduire (de même que l'anglais), ainsi que sur les billets de banque.
Il est utilisé dans la signalisation routière locale du canton des Grisons, mais rarement dans celle relevant du fédéral (autoroutes).

### Les différents romanches
Le romanche n'est pas qu'une seule et unique langue, mais cinq langues naturelles différentes, ayant chacune sa propre forme écrite standardisée :
- le sursilvan, ou sursylvain, pour 13 879 locuteurs natifs dans la région du Rhin antérieur (Surselva) ;
- le sutsilvan (en), ou subsylvain, pour 571 locuteurs natifs dans la vallée du Rhin postérieur (Schons, Rheinwald) ;
- le surmiran (en), ou sourmiran, pour 2 085 locuteurs natifs dans les vallées de l'Albula et de la Julia (Surses) ;
- le puter, ou haut-engadinois, pour 2 343 locuteurs natifs en Haute-Engadine ;
- le vallader, ou bas-engadinois, pour 5 138 locuteurs natifs en Basse-Engadine.

Le puter et le vallader forment ensemble le sous-groupe engadinois ou rumantsch ladin (de). On ne confondra pas ce sous-groupe avec la langue romane parlée au Tyrol du Sud, également appelée ladin et qui fait partie du même ensemble rhéto-roman.
À ces dialectes, il faut ajouter le jauer (en), parlé dans le val Müstair, et le romanche grison, langue-toit créée à la fin du XXe siècle.

## Écriture

### Ordre alphabétique et valeur des graphèmes

#### Ordre alphabétique
Comme en français ;
A, B, C, D, E, F, G, H, I, J, K, L, M, N, O, P, Q, R, S, T, U, V, (W), X, (Y), Z.
Les lettres w et y ne sont pas employées (sauf dans des mots étrangers).

#### Prononciation

##### Voyelles
Contrairement au français actuel, les voyelles romanches peuvent être longues ou brèves. (Pour simplifier, il n'en est pas tenu compte dans les indications ci-dessous.)
- a, i : comme en français.
- é, è, ê :
  - /e/, /ɛ/ (en syllabe finale pour éviter la prononciation « e muet » ou pour distinguer des homographes
  - en vallader, é ne s'emploie pas et è est un son fermé.

- e :
  - /e/, /ɛ/
  - Dans les finales -el, -em, -en, -er (monosyllabes exceptés) : e muet comme en français

- ö (engadinois) : /ø/ (eu français)
- ü (engadinois) : /y/ (u français)

Nombreuses diphtongues, se prononçant en général comme elles s'écrivent.
L'accent tonique est nettement prononcé, sur l'une des deux dernières syllabes. Comparer la différence entre heureux et heure en français méridional. Exemples en vallader : sandà « santé », mais sonda « samedi » ; pajan (accent final comme en français : païen), mais pajan (accent sur la première syllabe comme en français : « ils paient »).
L'accent tonique est indiqué par un point sous la voyelle dans les dictionnaires et les grammaires.

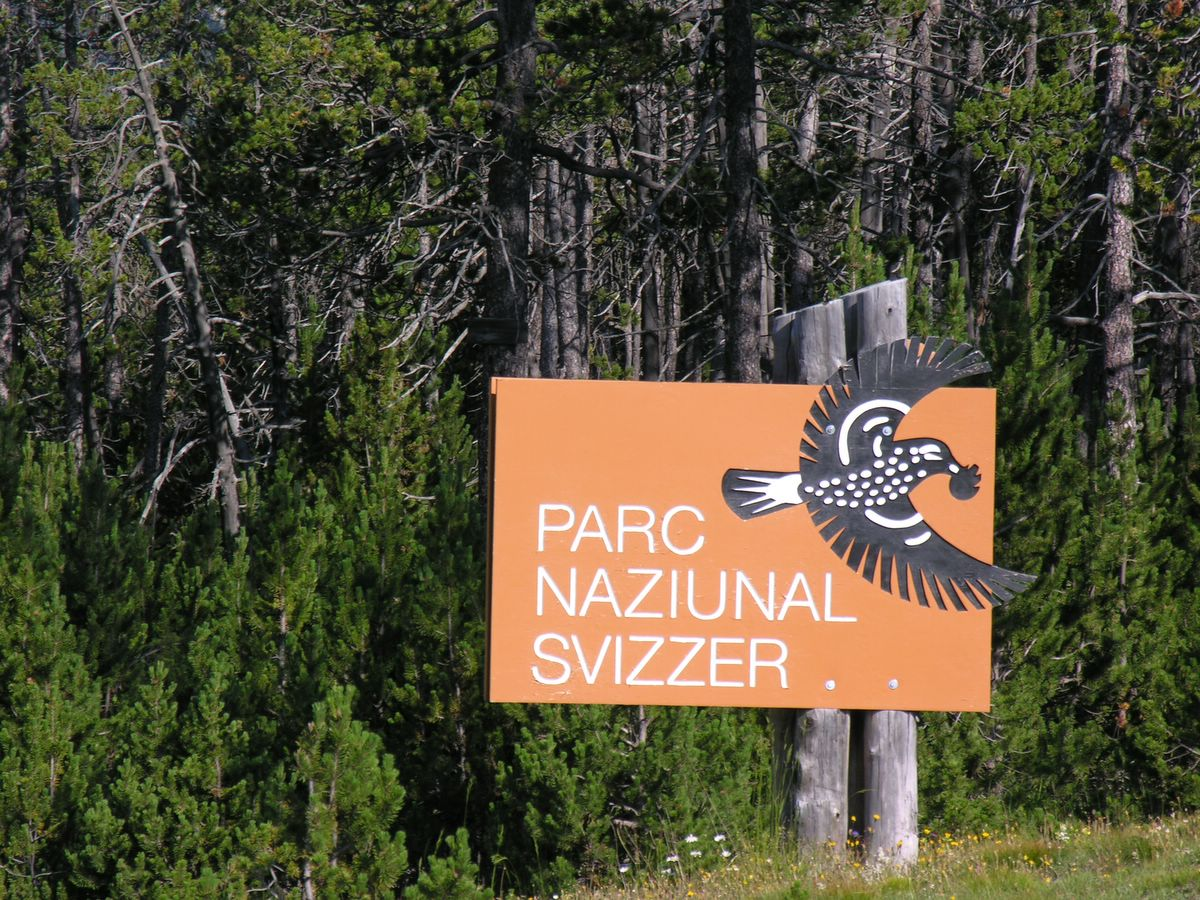
Panneau annonçant le Parc national suisse en romanche.

##### Consonnes
- b, d, f, k, l, m, n, r, t, v : comme en français.
- c :

1. Devant a, o, u : /k/ (comme en français)
2. Devant e, i : /t͡s/ (comme dans tsunami).

- ch :

1. En engadinois : /t͡ɕ/ tch palatal (voir ci-dessous l'explication de tg)

Un francophone risque de confondre ce son avec /t͡ʃ/ (tsch), mais en romanche il s'agit d'un phonème nettement différent : engadinois tschinch « cinq » ; comme en allemand dans ich
1. En sursilvan, sutsilvan, surmiran (devant e, i) : /k/

- dsch (engadinois) :

1. En théorie : /d͡ʒ/ (dj français)
2. Souvent prononcé /t͡ʃ/ sous l'influence de l'allemand.

- g :

1. Devant a, o, u : /ɡ/ (comme en français)
2. Devant e, i, ö, ü : /d͡ʑ/ (dj palatal mouillé, un peu comme dans une prononciation populaire de « Bon Djieu »)

- - C'est le phonème sonore correspondant à tg (ci-dessous)
  - En vallader, en début de mot, ce son est réduit à la semi-voyelle /j/ (ci-dessous).
- gl (devant i, ü et en fin de mot), gli (devant a, e, o, u) : /ʎ/ (l mouillé, comme lli dans le français allié, mais en un seul son ; comme le gli italien).

Exemples : glima « lime », egl (engadinois ögl) « œil ».
- gn : /ɲ/ (n mouillé, comme en français) : muntogna « montagne »)
- h :

1. En début de mot : en général non prononcé, sauf dans les mots d'origine germanique
2. Entre voyelles (sursilvan) ou en fin de mot (putèr) : aspiré

- j : /j/ (semi-voyelle, comme y en français dans yacht, essayer)
- qu' : /kw/ (comme en italien dans quattro, qui ; comme en français dans quoi sans le /a/).
- s :

1. /s/ s sourd (français s, ss), parfois même entre voyelles : (vallader) ses « six », sesanta « soixante » ; (sursilvan) sis, sissonta ; (romanche grison) sis, sessanta.
2. /z/ s sonore (français z, s), parfois même en début de mot : rosa (engadinois rösa) « rose », sut (engadinois suot) « sous ».
3. Devant consonne sourde (même à l'intérieur de mot) : /ʃ/ (ch français) : festa (sursilvan fiasta) « fête ». Prononcer /fɛʃta/ (feschta), /fjaʃta/ (fiaschta); sco (putèr scu) « comme ». Prononcer /ʃko/ (schkô), /ʃku/ (schkou).
4. Devant consonne sonore : /ʒ/ (j français dans jus) : engadinois sdun « cuillère » (sursilvan et romanche grison „tschadun“). Prononcer /ʒdun/, /t͡ʃadun/.

- sch :

1. sch sourd /ʃ/ (ch français) : schanza « chance », sche (engadinois scha) « si » (exprimant une condition), nascher (sursilvan nescher, accent sur la première syllabe) « naître » (imparfait naschaiva, nascheva, « naissait »).
2. sch sonore : /ʒ/ (j français) : Grischun (nom : canton des Grisons ; habitant de ce canton), grischun (adjectif : du canton des Grisons), schanugl (engadinois schnuogl) « genou »

- s-ch (engadinois) : sch + tch palatal (cf. règles ci-dessus pour s devant consonne sourde et pour ch en engadinois)
- tg (sursilvan, sutsilvan, surmiran et romanche grison) : /tç/ (sorte de tch palatal mouillé). Cf. allemand Plättchen, mais en romanche, il s'agit d'un son unique. cf. français t devant i ou u dans la prononciation des jeunes : la langue est largement appliquée sur le palais comme pour la semi-voyelle /j/ (français y) ; imaginez quelqu'un qui prononcerait « entier » et « inquiet » de la même manière en français.
- tsch : comme dans le français « match ». À distinguer de la palatale écrite ch ou tg.
- z :

1. ts
2. dz

##### Remarques
- Ce qu'on appelle traditionnellement « l mouillé » en français, comme dans il travailla, n'est plus un l mouillé proprement dit, mais une simple semi-voyelle, comme dans Maya ;
- Les lettres g et l se prononcent séparément (comme en français) devant a, e, o, u et parfois exceptionnellement même devant i, ü.
  - Glatsch « Glace » /glat͡ʃ/
  - (sursilvan) Gliergia (putèr) Glüergia, variantes de Gloria « Gloire »
- Parfois, g et n se prononcent séparément, comme en français dans stagnation, agnostique : romanche magnet (de l'allemand) « aimant ».
- Si le mot romanche a un correspondant en français, la prononciation du sch est prévisible. Comme on le voit sur les exemples ci-dessus, si le mot correspondant en français a s sourd, ss ou ch, le romanche a un sch sourd ; si le mot correspondant en français a s sonore ou g, le romanche a un sch sonore.
- Le groupe de sons s-ch du ladin (vallader, puter) est écrit stg dans le reste du romanche et en romanche grison.
- En romanche grison, le son /tç/ est écrit tg en général, mais ch devant a en début de mot. C'est une conséquence de la volonté de rester aussi proche que possible de la graphie des langues romanches préexistantes. Donc (vallader) chüna, (surmiran) tgegna, (sursilvan et romanche grison) tgina « berceau ». Mais : (vallader) chasa, (surmiran) tgesa, (sursilvan) casa, (romanche grison) chasa « maison ».

## Lexique
| Latin                    | Roumain        | Français | Italien  | Occitan | Espagnol | Francoprovençal | Ladin vallader | Frioulan | Romanche grison |
| ------------------------ | -------------- | -------- | -------- | ------- | -------- | --------------- | -------------- | -------- | --------------- |
| terra                    | terra / pământ | terre    | terra    | tèrra   | Tierra   | terra           | terra          | tiere    | terra           |
| caelum                   | cer            | ciel     | cielo    | cèl     | cielo    | ciel            | tschêl         | cîl      | tschiel         |
| aqua                     | apă            | eau      | acqua    | aiga    | agua     | aigva           | aua            | aghe     | aua             |
| ignis/focus              | foc            | feu      | fuoco    | fuòc    | fuego    | fué             | fö             | fûc      | fieu            |
| homō (« être humain »)   | om             | homme    | uomo     | òme     | hombre   | homo            | hom            | omp      | um              |
| femina / domina / mulier | femeie         | femme    | donna    | femna   | mujer    | fenna           | duonna         | fèmine   | dunna           |
| manducare                | a mânca        | manger   | mangiare | manjar  | comer    | mangier         | mangiar        | manğhâ   | mangiar         |
| bibere                   | bea            | boire    | bere     | beure   | beber    | beire           | baiver         | bevi     | baiver          |
| grandis                  | mare           | grand    | grande   | grand   | grande   | grand           | grond          | grand    | grond           |
| pitinnus                 | pitic/pici     | petit    | piccolo  | pichon  | pequeño  | petit, pégno    | pitschen       | pičul    | pitschen        |
| nox                      | noapte         | nuit     | notte    | nuèit   | noche    | noit            | not            | gnot     | notg            |
| dies/diurnus             | zi             | jour     | giorno   | jorn    | dia      | jorn, di        | di             | dì       | di              |

| Latin   | Roumain                  | Français | Sursilvan | Sutsilvan | Surmiran | Puter    | Vallader   | Romanche grison |
| ------- | ------------------------ | -------- | --------- | --------- | -------- | -------- | ---------- | --------------- |
| aurum   | aur                      | or       | aur       | or        | or       | or       | or, aur,ar | aur             |
| dura    | dur                      | dur      | dir       | dir       | deir     | dür      | dür        | dir             |
| oculus  | ochi                     | œil      | egl       | îl        | îgl      | ögl      | ögl        | egl             |
| levis   | lejer                    | léger    | lev       | leav      | lev      | liger    | leiv       | lev             |
| tres    | trei                     | trois    | trais     | tres      | treis    | trais    | trais      | trais           |
| nix     | nea                      | neige    | neiv      | nev       | neiv     | naiv     | naiv       | naiv            |
| rota    | roată                    | roue     | roda      | roda      | roda     | rouda    | rouda      | roda            |
| caseus  | caș (brânză)             | fromage  | caschiel  | caschiel  | caschiel | chaschöl | chaschöl   | chaschiel       |
| casa    | casă                     | maison   | casa      | tgeasa    | tgesa    | chesa    | chasa      | chasa           |
| canis   | câine                    | chien    | tgaun     | tgàn      | tgang    | chaun    | chan       | chaun           |
| (gamba) | gambă                    | jambe    | comba     | tgomba    | tgomma   | chamma   | chomma     | chomma          |
| gallina | gaină                    | poule    | gaglina   | gagliegna | gagligna | gillina  | giallina   | giaglina        |
| cattus  | cotoi (m.) / pisică (f.) | chat     | gat       | giat      | giat     | giat     | giat       | giat            |
| totus   | tot                      | tout     | tut       | tut       | tot      | tuot     | tuot       | tut             |
| forma   | formă                    | forme    | fuorma    | furma     | furma    | fuorma   | fuorma     | furma           |
| ego     | eu                       | je (moi) | jeu       | jou       | ja       | eau      | eu         | jau             |

### Exemples de phrases comparables

#### Le Corbeau et le Renard
Le début, simplifié, en français, en italien et dans les différents romanches.

##### Français
Le renard était à nouveau affamé. Il vit un corbeau sur un sapin qui tenait en son bec un morceau de fromage. Cela me semble bon, pensa le renard et il dit au corbeau : « Comme tu es beau ! Si ton chant est aussi beau que ton apparence, alors tu es le plus beau de tous les oiseaux. »

##### Italien
La volpe era di nuovo affamata. Vide un corvo posato su un pino con un pezzo di formaggio nel becco. Come lo gusterei, pensò la volpe che disse al corvo: «Come sei bello! Se il tuo canto è così bello come il tuo aspetto, allora sei il più bello fra gli uccelli.»

##### Sursilvan
L'uolp era puspei inagada fomentada. Cheu ha ella viu sin in pegn in tgaper che teneva in toc caschiel en siu bec. Quei gustass a mi, ha ella tertgau, ed ha clamau al tgaper: «Tgei bi che ti eis! Sche tiu cant ei aschi bials sco tia cumparsa, lu eis ti il pli bi utschi da tuts.»

##### Sutsilvan
La vualp eara puspe egn'eada fumantada. Qua â ella vieu sen egn pegn egn corv ca taneva egn toc caschiel ainten sieus pecel. Quegl gustass a mei, â ella tartgieu, ed â clamo agli corv: «Tge beal ca tei es! Scha tieus tgànt e aschi beal sco tia pareta, alura es tei igl ple beal utschi da tuts.»

##### Surmiran
La golp era puspe eneda famantada. Cò ò ella via sen en pegn en corv tgi tigniva en toc caschiel an sies pecal. Chegl am gustess, ò ella panso, ed ò clamo agl corv: «Tge bel tgi te ist! Schi ties cant è schi bel scu tia parentscha, alloura ist te igl pli bel utschel da tots.»

##### Putér
La vuolp d'eira darcho üna vouta famanteda. Cò ho'la vis sün ün pin ün corv chi tgnaiva ün töch chaschöl in sieu pical. Que am gustess, ho'la penso, ed ho clamo al corv: «Che bel cha tü est! Scha tieu chaunt es uschè bel scu tia apparentscha, alura est tü il pü bel utschè da tuots.»

##### Vallader
La vuolp d'eira darcheu üna jada fomantada. Qua ha'la vis sün ün pin ün corv chi tgnaiva ün toc chaschöl in seis pical. Quai am gustess, ha'la pensà, ed ha clomà al corv: «Che bel cha tü est! Scha teis chant es uschè bel sco tia apparentscha, lura est tü il plü bel utschè da tuots.»

##### Romanche grison
La vulp era puspè ina giada fomentada. Qua ha ella vis sin in pign in corv che tegneva in toc chaschiel en ses pichel. Quai ma gustass, ha ella pensà, ed ha clamà al corv: «Tge bel che ti es! Sche tes chant è uschè bel sco tia parita, lura es ti il pli bel utschè da tuts.»